# Colibri nain
Mellisuga minima
Espèce
Statut de conservation UICN

 LC  : Préoccupation mineure
Statut CITES
Répartition géographique
Le Colibri nain (Mellisuga minima) est une espèce de colibris de la sous-famille des Trochilinae et de la tribu des Mellisugini.

## Distribution

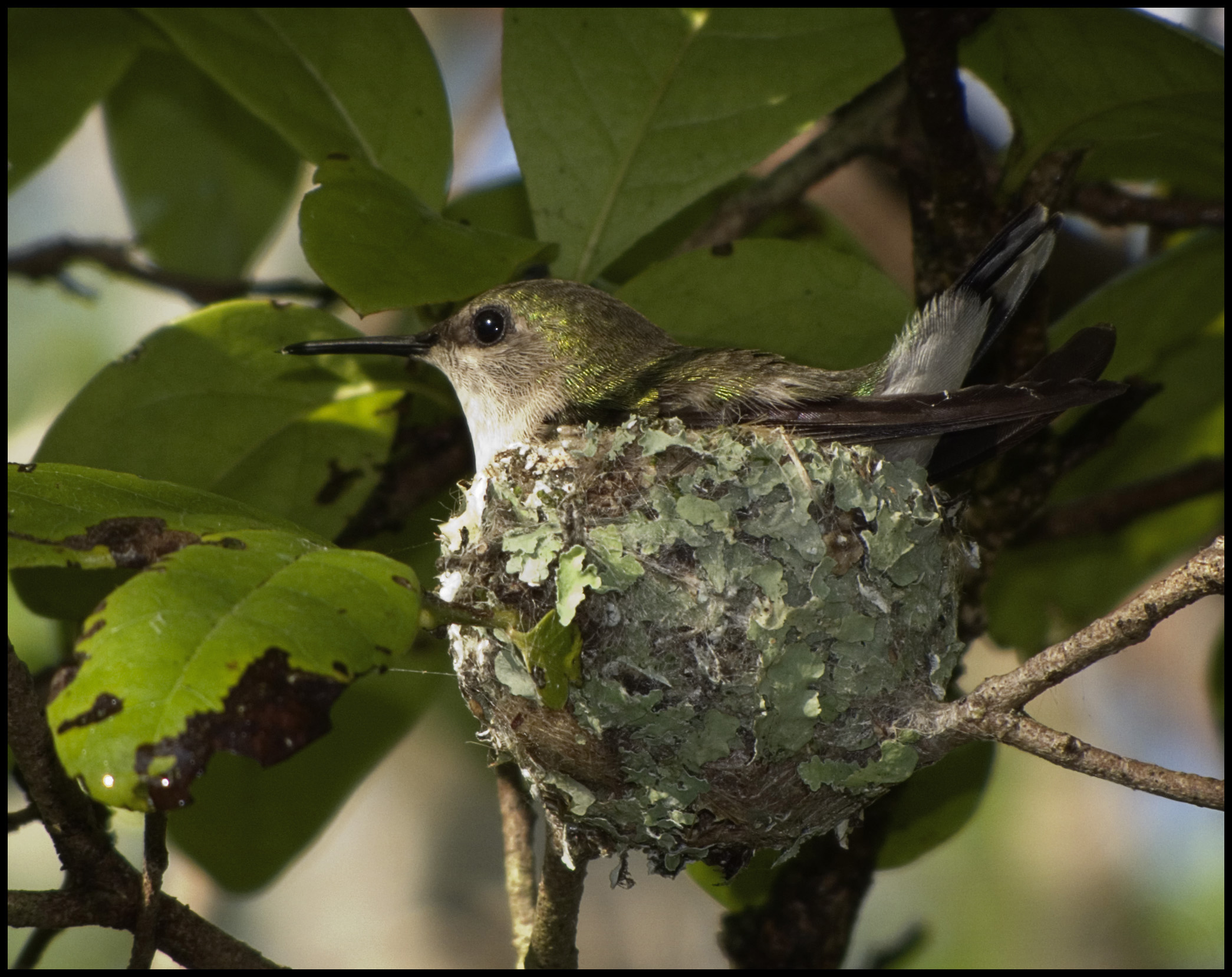
♀

Le Colibri nain peuple l’île d’Hispaniola et la Jamaïque.

## Systématique
Deux sous-espèces sont reconnues :
- M. m. minima (Linnaeus, 1758) — Hispaniola ;
- M. m. vieilloti (Shaw, 1812) — Jamaïque.

## Morphologie
Le Colibri nain est le deuxième plus petit de tous les oiseaux (après son congenère le Colibri d'Elena).  En moyenne, il mesure 6 cm de long et ne pèse que 2.1 g.

## Référence
(en) « Neotropical Birds Online », Cornell Lab of Ornithology, 25 juillet 2011